# Crossharbour & London Arena (DLR)
Crossharbour & London Arena is een station van de Docklands Light Railway aan de Lewisham Branch, geopend in 1987. Het station is gelegen in de wijk Cubitt Town in de Londense borough Tower Hamlets in het oosten van de Britse metropool.